# Eisseler Teiche
Koordinaten: 52° 56′ 56″ N, 9° 11′ 43″ O
Die Eisseler Teiche sind ein ehemaliges Landschaftsschutzgebiet in der niedersächsischen Stadt Verden (Aller) im Landkreis Verden.
Das Landschaftsschutzgebiet mit dem Kennzeichen LSG-VER 42 war etwa 26,4 Hektar groß. Es war nahezu vollständig Bestandteil des FFH-Gebietes „Aller (mit Barnbruch), untere Leine, untere Oker“ und des EU-Vogelschutzgebietes „Untere Allerniederung“. Das Landschaftsschutzgebiet wurde zum 6. August 1977 ausgewiesen. Zum 3. Dezember 2016 ging es im Naturschutzgebiet „Untere Allerniederung im Landkreis Verden“ auf.
Das Landschaftsschutzgebiet lag in der Allerniederung nordwestlich von Verden (Aller). Es stellte einen Teil der Eisseler Teiche als Reste einer alten Allerschleife und die sie umgebende Flächen unter Schutz. Das Gebiet liegt in der feuchten Niederung hinter dem Allerdeich und unterliegt somit nicht mehr der natürlichen Flussdynamik. Es wird von Grünlandflächen geprägt, die die Stillgewässer umgeben. Die Grünlandflächen sind teilweise von Hecken gegliedert, stellenweise sind Gehölzinseln zu finden.